# Día Internacional de la Celebración del Solsticio
El Día Internacional de la Celebración del Solsticio es una jornada que se celebra anualmente el 21 de junio desde 2019, fue instaurada por la Asamblea General de las Naciones Unidas (AGNU) en ese mismo año.

## Proclamación
El Día Internacional de la Celebración del Solsticio fue proclamodo por la AGNU el 20 de junio de 2019 a propuesta de Bolivia, con el objetivo de fortalecer los lazos entre los pueblos, promoviendo el respeto mutuo y los ideales de paz y buena vecindad.

## Celebración
El día se celebra anualmente el 21 de junio y la fecha fue elegida porque marca el solsticio de verano en el hemisferio norte, el día más largo del año, y es un momento significativo en muchas culturas debido a su conexión con la agricultura y las tradiciones milenarias. Esta proclamación reconoce que los solsticios y equinoccios simbolizan la fertilidad de la tierra, los sistemas de producción agrícola y alimentaria y el patrimonio cultural.  La primera celebración oficial fue el 21 de junio de 2019, y desde entonces se ha conmemorado anualmente con eventos que destacan la importancia del patrimonio cultural y la armoniosa convivencia de diferentes culturas.